# Unregelmäßiges Verb
Unregelmäßige Verben (auch irreguläre Verben genannt, lateinisch Verba irregularia ‚unregelmäßige Zeitwörter‘) sind Verben, deren Stammformen – im Gegensatz zu regelmäßigen Verben – nicht vollständig aufgrund von Regeln aus dem Infinitiv oder einer anderen Nennform abgeleitet werden können.

## Unregelmäßige Verben im Deutschen
Da die Unterscheidung zwischen regelmäßigen und unregelmäßigen Verben in der Sprachwissenschaft nicht einheitlich gehandhabt wird, können Verben aus folgenden Gruppen als unregelmäßig aufgefasst werden: 
- suppletive Verben, wie sein und gehen
- Präteritopräsentia, wie müssen und dürfen
- Rückumlautverben, wie brennen und kennen
- starke Verben, wie schreiben und trinken

Starke Verben werden in der deutschen Sprache oft selbstverständlich als unregelmäßig angesehen; dabei ist es umstritten, ob sie unregelmäßig sind, denn das System der starken Verben war – genauso wie das der schwachen – ursprünglich völlig regelmäßig, aber die Zahl der Ausnahmen und die Spaltung der sieben Klassen in Untergruppen führt dazu, dass man der Einfachheit halber im Sprachunterricht alle starken Verben als unregelmäßig betrachtet. Eigentlich lassen sie sich aber auch heute noch von vier (in seltenen Fällen fünf) Stammformen ableiten. Beispielsweise hat das Verb werfen folgende fünf Stammformen, von denen sich alle weiteren Verbformen ableiten lassen: werfen, wirft, warf, würfe, geworfen. Die Konjunktivform (wie würfe) wird, bei einem Großteil der Verben, aus dem Präteritum (eventuell mittels Umlautung, wie es klänge aus es klang) gebildet und fällt daher in den meisten Fällen als zusätzliche Nennform weg.
In Bezug auf die germanischen Sprachen werden die Ausdrücke unregelmäßiges Verb und starkes Verb meist folgendermaßen unterschieden: 
Ein starkes Verb ist ausschließlich durch den Ablaut (d. h. die Veränderung des Vokals im Wortstamm) in seinen Stammformen gekennzeichnet. Diese Veränderungen folgen gewissen Regelmäßigkeiten, weshalb diese Verben im Grunde irrtümlich „unregelmäßig“ genannt werden. So werden die beiden Stammformreihen reiten – reite – ritt – geritten und streiten – streite – stritt – gestritten nach den gleichen Regeln geformt. Auch leiden folgt diesem Muster. Wenn im Infinitiv also /ei/ als Stammvokal auftritt, folgt ein starkes Verb diesem Schema. (Vergleiche im Gegensatz dazu sein, das ein echtes unregelmäßiges Verb ist.) Insgesamt lassen sich nach Schmidt bei den starken Verben acht Arten der Bildung der Stammformreihen ausmachen, wobei die achte Reihe (in sich ebenfalls äußerst systematisch und auch aus sprachgeschichtlichen Gründen geeignet, an die Stelle des Systems der schwachen Verben zu treten) die sonst regelmäßige Systematik zerstört.
Beispiele für regelmäßige Verben in den Stammformreihen nach Schmidt (1996)
1. reiten – reite – ritt – geritten und streiten – streite – stritt – gestritten
2. biegen – biege – bog – gebogen und wiegen – wiege – wog – gewogen
3. binden – binde – band – gebunden und finden – finde – fand – gefunden
4. nehmen – nehme – nahm – genommen und treffen – treffe – traf – getroffen
5. geben – gebe – gab – gegeben und sehen – sehe – sah – gesehen
6. graben – grabe – grub – gegraben und fahren – fahre – fuhr – gefahren
7. heben – hebe – hob – gehoben und weben – webe – wob – gewoben
8. halten – halte – hielt – gehalten und heißen – heiße – hieß – geheißen

Im Übrigen eint diese Verben auch ein gemeinsames, in sich regelmäßiges Endungsschema des Präsens, Präteritum sowie des aus letzterem abgeleiteten Konjunktiv II, ebenso des Partizip II auf Endung -en und (wie bei allen Verben außer dem Verb sein) des Konjunktiv I. Auch gehen, stehen, werden (vgl. unten) folgen demselben Schema, und war – gewesen enden ebenfalls gleich. Das heute gebräuchliche Präteritum des Verbs werden weicht hier ab und ist dem Konjunktiv II angeglichen. Bei denken usw. (vgl. unten) kommt das Endungsschema der schwachen Verben zum Tragen, ebenso beim Präteritum und Partizip II von dürfen etc. Ein übergestülptes Etikett "unregelmäßig" erscheint im Sprachunterricht in all diesen Fällen kontraproduktiv. Der Begriff "unregelmäßig", als ein auf die Bildungsweise der Stammformen bezogener, bleibt so der linguistischen Betrachtung vorbehalten.
Unregelmäßige Verben können nach obiger genauerer Unterscheidung nur Verben sein:
- die ihre Stammformen nicht nach einer erkennbaren Systematik bilden,
- bei denen bestimmte Formen fehlen und/oder
- die von vorhandenen Systematiken durch Ausnahmeerscheinungen abweichen.

Unregelmäßige Verben folgen bei der Konjugation eigenen, individuellen Wegen. Keine Systematik ist etwa bei der Reihe sein – bin – war – gewesen zu erkennen. Genauso bei haben – habe – hatte – gehabt. Fehlende Formen treten bei den sechs Modalverben (können, wollen, sollen, dürfen, müssen, mögen) auf: Ihnen fehlen die Imperativformen (Singular und Plural; bei wollen sind die entsprechenden Formen immerhin vereinzelt anzutreffen). Mit Ausnahme von sollen, das der schwachen Konjugation folgt, bilden sie auch ihre Stammformen unregelmäßig. wollen geht auf ein Wurzelverb zurück, die restlichen sind Präteritopräsentien. Diese Präteritopräsentien haben eine alte Präteritumsform im Präsens und einen Dentalsuffix {-t(e)-} im Präteritum (können – kann – konnte – gekonnt). Bei den sogenannten rückumlautenden Verben wie denken, kennen, nennen, brennen usw. wird der Stammvokal geändert, und gleichzeitig werden auch hier die typischen Dentalsuffix-Endungen der schwachen Verben an den Wortstamm gehängt. Unregelmäßig sind ferner gehen, stehen (Wurzelverben mit Stammsuppletion), wissen (Präteritopräsens), werden. Einige Grammatiken, die die deutsche Gegenwartssprache überwiegend synchron betrachten, fassen sowohl starke als auch die hier aufgezählten Verben als unregelmäßige Verben zusammen.
Möglichkeiten für Unregelmäßigkeiten im tieferen Sinne, bilden in der deutschen Sprache also:
- die Verwendung verschiedener Wortstämme oder Wurzeln für verschiedene Formen (b-in – s-ind – war/ge-wes-en) (Suppletion),
- die Verwendung eines alten Präteritums als Präsens (Präteritopräsentien),
- sowie der Rückumlaut.

### Herkunft und Verteilung unregelmäßiger Verben
Historisch gesehen bildet die Gruppe der starken Verben den Grundbestand der germanischen Verben, die sich hauptsächlich von indogermanischen primären Verbbildungen herleiten. Die schwache Konjugation mithilfe von Dentalsuffixen entstand, um Verben, die in dieses primäre System nicht hineinpassten, flektieren zu können. Die ältesten Beispiele finden sich unter anderem bei den sogenannten Präteritopräsentien. Zu diesen Verben gehören außerdem Kausative mit dem Suffix germanisch *-ja und Wurzelablaut (zum Beispiel setzen < *satjana- zu sitzen), denominale Verben (Suffix *-ôja, zum Beispiel althochdeutsch salbôn) und Stative (Suffix *-ai, zum Beispiel althochdeutsch habên). Einige schwache Verben weisen verschiedene Besonderheiten auf und gehören daher auch zu den unregelmäßigen Verben. Während die meisten Verben in der deutschen Sprache regelmäßig sind, sind viele der am häufigsten gebrauchten Verben unregelmäßig. Umgekehrt sind fast alle seltenen Verben regelmäßig, und neue Verben werden ebenfalls regelmäßig gebildet. 
Die Anzahl der unregelmäßigen Verben geht in der deutschen Sprache leicht zurück. Das Mittelhochdeutsche besaß weit mehr solcher Verben, so hieß es damals z. B. noch ball statt bellte, gedacht oder gedact statt gedeckt. Auch die Formen buk statt backte und gesotten statt gesiedet sind gegenwärtig wenig gebräuchlich. Die Zahl der unregelmäßigen Verben liegt heute zwischen 200 und 300 (ohne Derivationen).
Zwar werden meistens starke Formen schwach, doch „der umgekehrte Weg ist keineswegs verstellt“, wie der Sprachwissenschaftler Peter Eisenberg erläutert. Einige wenige ursprünglich schwache Verben schlossen sich erst später der starken Konjugation an, so etwa preisen (denominativ zu Preis), zu dem noch frühneuhochdeutsch das Präteritum preisete gebildet wurde. Ganz ähnlich entwickelten einige Verben, die ursprünglich ein regelmäßiges Partizip hatten, im Lauf der Zeit ein unregelmäßiges Partizip. Beispiele dafür sind scheinen (früher gescheint, heute geschienen) und verderben (früher verderbt, heute verdorben). Für winken existieren gegenwärtig zwei Partizipien: Zum einen findet man die ursprüngliche Form gewinkt, zum anderen die neuere Form gewunken. 
Aufgrund von Analogie gibt es auch heute noch Neubildungen starker Verben, z. B. schweizerdeutsch tüüscht > tosche (getäuscht), gschtimmt > gschtumme (gestimmt), gmäldet > gmolde/gmulde (gemeldet), niederländisch gewuifd > gewoven (gewinkt/gewunken), gevrijd > gevreeën (miteinander geschlafen), gebreid > gebreeën (gestrickt), geërfd > georven (geerbt), englisch dragged > drug (schleppte, geschleppt), sneaked > snuck (schlich, geschlichen), schwedisch bytte > böt (wechselte), knyckte > knöck, lyste > lös (leuchtete), myste > mös (lächelte), pyste > pös, ryckte > röck (riss), tryckte > tröck (drückte), norwegisch spydde > spøy (spie, spuckte), mista/mistet > mast (verlor), muste (verloren) und einige weitere. Da aber die heutigen Standardsprachen präskriptiv ausgerichtet und sehr verfestigt sind, haben es diese Neuerungen schwer, auch in der geschriebenen Sprache anerkannt zu werden.

## Psycholinguistische Betrachtung
Die Formen unregelmäßiger Verben werden nach Steven Pinker und anderen Psycholinguisten einzeln im Gedächtnis abgespeichert, während für die regelmäßigen Verben entsprechende Regeln gespeichert werden. Unregelmäßige Verben werden heute nur in Ausnahmefällen noch neu gebildet. Beim Konjugieren der Verben werde zunächst gesucht, ob ein unregelmäßiges Verb vorhanden sei. Ist das nicht der Fall, so werde im Normalfall das Verb regelmäßig konjugiert. Wenn ein unregelmäßiges Verb lange nicht genutzt worden sei, so verschwinde es aus dem Gedächtnis und ein regelmäßiges Bildungsmuster trete an dessen Stelle. Andere Forscher nehmen an, dass unregelmäßige Verben in einem Musterassoziativspeicher gespeichert werden und nach Ähnlichkeit der Muster gebildet werden. Durch neue Verfahren, wie genaue Zeitmessungen und bildliche Echtzeitdarstellung der Arbeit des Gehirns ist zu erwarten, dass einige der Theorien falsifiziert werden können.
Kinder neigen in einem bestimmten Alter während des Spracherwerbs dazu, auch unregelmäßige Verben wie regelmäßige zu verwenden, obwohl sie zuvor schon die richtigen unregelmäßigen Formen benutzt hatten. Das tritt dann ein, wenn sie die Regeln entdecken.
Die heute unregelmäßigen Verben beruhen auf früher regelmäßigen Strukturen, bei denen die Verbformen durch regelmäßige Vokaländerungen gebildet wurden.

## Die Anzahl der unregelmäßigen Verben in verschiedenen Sprachen
Die Anzahl an unregelmäßigen Verben in den jeweiligen Sprachen ist nur schwer bestimmbar, da sich der Begriff unregelmäßig unterschiedlich verstehen lässt. Im Deutschen kann man das anhand der starken Verben sehen, die eigentlich alle einem alten Schema folgen und sich von maximal fünf Nennformen ableiten lassen. Trotzdem werden sie heute auch oft als unregelmäßig bezeichnet.
Wenn man im Lateinischen von unregelmäßigen Verben spricht, sind entweder die acht unten aufgeführten Verben gemeint oder rund 900 Verben, die oft in Gruppen einem ähnlichen Schema folgen, wie das Dehnungsperfekt, unter welches beispielsweise das lateinische Verb vincere („gewinnen“) fällt.
Bei der Zählung unregelmäßiger Verben müssen auch Derivationen (wie etwa an-kommen) beachtet werden. Sie sollten im Normalfall nicht als weiteres unregelmäßiges Verb gezählt werden. 
Die folgende Tabelle vergleicht die Anzahl der unregelmäßigen Verben in den verschiedenen Sprachen. Da sich der Begriff unregelmäßig unterschiedlich verstehen lässt, sind hier drei Spalten, für drei Typen von „unregelmäßig“ angelegt:
- Verben des Typs 1 weisen keine direkt vergleichbaren Verben auf oder lassen sich nicht von regulären Nennformen ableiten
- Verben des Typs 2 werden nicht nach den meistverbreiteten Flexionsarten gebeugt (z. B. im Deutschen starke Verben)
- Verben des Typs 3 beinhaltet zusätzlich Derivationen (z. B. Präfixbildungen) von Verben des Typs 1 und 2, sie werden in regulären Zählungen meist nicht beachtet.

| Sprache        | Anzahl (s. o.) | Anzahl (s. o.) | Anzahl (s. o.) | Liste | Typ 1-Verben                                                                               | Anmerkungen                                                                                              |
| Sprache        | Typ 1          | Typ 2          | Typ 3          | Liste | Typ 1-Verben                                                                               | Anmerkungen                                                                                              |
| -------------- | -------------- | -------------- | -------------- | ----- | ------------------------------------------------------------------------------------------ | --- |
| Neugriechisch  |                | >500           |                | [el]  |                                                                                            | 235 Konjugationsschemata, näheres im Artikel                                                             |
| Italienisch    | 8              | >400           | 1244           | [it]  | essere, avere, andare, stare, dare, fare, bere, porre                                      | |
| Niederländisch | 11             | 273            | >500           | [nl]  | zijn, hebben, kunnen, moeten, mogen, weten, willen, zullen, zeggen, houden, snijden        | → meist dieselben Verben wie im Deutschen                                                                |
| Englisch       | 114            | 223            | 562            |       | be, do, have, make, must, ought, can, may, will, shall                                     | |
| Russisch       | 9-10           | 220            |                | [ru]  | быть, дать, создать, есть, надоесть, ссать (alt. сцать), хотеть, бежать, брезжить (+чтить) | nach Daum/Schenk oder 38 isolierte Verben plus 11 unproduktive Gruppen nach Kirschbaum                   |
| Deutsch        | 10             | 209            | ~3000          | [de]  | sein, haben, gehen, stehen, dürfen, können, mögen, müssen, wissen, wollen                  | jeweils Zählung aus Liste starker Verben (deutsche Sprache)                                              |
| Lateinisch     | 8              | 207            | 924            | [la]  | esse, posse, ire, velle, nolle, malle, ferre, fieri, edere                                 | |
| Schwedisch     |                | ~180           |                | [sv]  |                                                                                            | Quelle:                                                                                                  |
| Dänisch        | 4              | ~100           |                |       | være, ville, gå, stå                                                                       | Quelle:                                                                                                  |
| Polnisch       |                | 88             |                |       |                                                                                            | |
| Französisch    | 5              | 80             | 570            | [fr]  |                                                                                            | 3. Spalte: Zahl der Verben in der dritten Gruppe nach Le Nouveau Bescherelle                             |
| Spanisch       | 4              | 59             | 1530           | [es]  | ser, ir, haber, estar                                                                      | Laut Langenscheidts Wörterbuch 59, plus jeweils weitere nach dem gleichen Muster zu konjugierende Verben |
| Ungarisch      | 17             |                |                |       |                                                                                            | Quelle: , Aufzählung in vorhergehenden Seiten                                                            |
| Färöisch       | ~15            |                |                |       |                                                                                            | |
| Gälisch        | 11             |                |                |       |                                                                                            | |
| Türkisch       | 7              |                |                |       | ditmek, etmek, gitmek, gütmek, tatmak, demek, yemek                                        | |
| Lettisch       | 3              |                |                |       |                                                                                            | |
| Japanisch      | 2              |                |                | [ja]  | する ‚ suru‘, くる ‚ kuru‘                                                                 | |
| Quechua        | 0              |                |                |       |                                                                                            | |
| Esperanto      | 0              |                |                |       |                                                                                            | wie die meisten Plansprachen                                                                             |